# Jávor Pál (festő)
Jávor Pál, született Klein Lipót (Budapest, 1880. november 13. – Budapest, Terézváros, 1923. március 14.) magyar festő.

## Élete
Klein Manó rőfösáru-kereskedő és Rédner Róza Krisztina elsőszülött fia. Tanulmányait Budapesten, a Benczúr mesteriskolában kezdte, majd Párizsban és Olaszországban tett tanulmányutat. 1906-tól nyaranta Szolnokon tartózkodott, tagja lett az ottani művésztelepnek is, a többi évszakban pedig a résztvevője volt a főváros művészeti életének. Műveit, köztük arcképeket, aktokat, enteriőröket, több kiállításon is bemutatták, dolgozott illusztrációkon, valamint a Művészet című folyóirat részére fejléceket és záródíszeket tervezett. 1910-ben tagja lett a Reform szabadkőműves páholynak. Ugyanebben az évben nősült meg, június 12-én vette feleségül Budapesten, a Ferencvárosban Szalai Margitot. 1911-től tagja lett a Kecskeméti művésztelepnek. Stílusa az impresszionisták erős színeit vegyíti a kötöttebb formaadással.
Sírja a Fiumei úti sírkertben áll (34-9-17).

## Jegyzetek

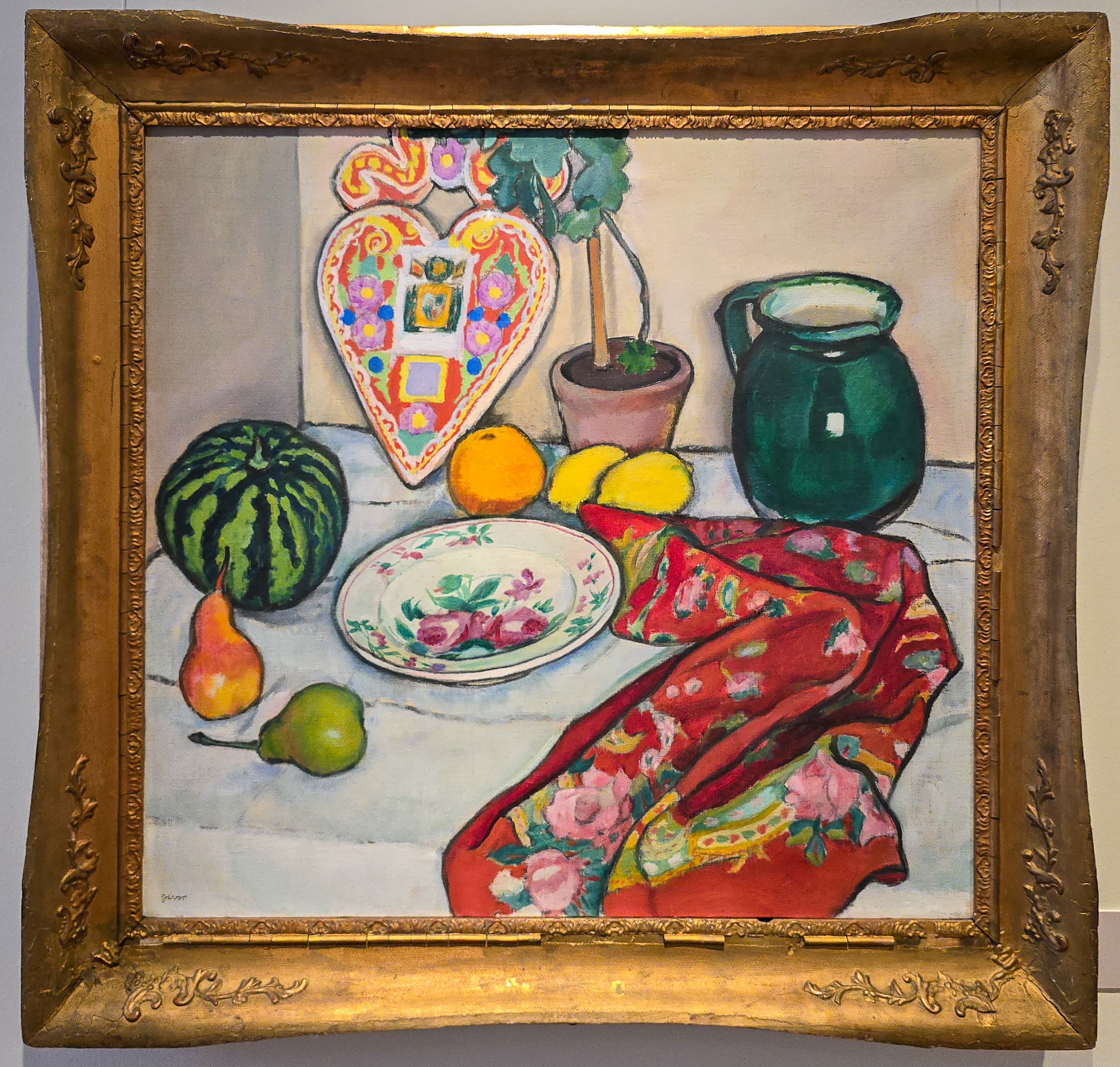
Csendélete a Kecskeméti Katona József Múzeumban